# Lee Sievan
Lee Sievan (* 1907 in New York City; † 1990 ebenda) war eine US-amerikanische Fotografin. Sie war Mitglied der New Yorker Photo League und dokumentierte vor allem das Alltagsleben in ihrer Heimatstadt. Die Photo League war eine Organisation von Fotografen in New York, die sich der Dokumentation des Lebens in den Arbeitervierteln widmete. Sie wurde 1936 gegründet und bot ihren Mitgliedern Schulungen, Ausstellungsräume und eine Plattform für den Austausch über soziale und kreative Themen. Die Photo League wurde 1951 aufgelöst, nachdem sie während der McCarthy-Ära auf die schwarze Liste des US-Justizministeriums gesetzt worden war. Die Photo League spielte eine wichtige Rolle bei der Entwicklung der sozialdokumentarischen Fotografie in den USA.

## Leben
Geboren als Lina Gertrude Culik wuchs Lee Sievan im New Yorker Stadtteil Lower East Side auf. Sie absolvierte 1929 das Hunter College und spezialisierte sich anschließend am Hunter Teachers College auf Physik und Mathematik. 1938 begann sie mit der Fotografie und besuchte Kurse bei Eliot Elisofon an der American Artists School sowie bei Berenice Abbott an der New School for Social Research. Während dieser Zeit arbeitete sie auch als Teilzeit-Dunkelkammerassistentin für Weegee. Lee Sievan war Mitglied der New Yorker Photo League, einer Organisation von Fotografen, die sich der Dokumentation sozialer Themen widmete. Ihre Arbeiten konzentrierten sich auf alltägliche Szenen und Menschen, die sie auf ihren Streifzügen durch die Stadt einfing. Durch ihren Ehemann, den Maler Maurice Sievan, hatte sie Zugang zu prominenten Künstlern und fertigte Porträts von Persönlichkeiten wie Barnett Newman, Robert Motherwell und Mark Rothko an.
Um ihren Ehemann zu unterstützen, arbeitete Lee Sievan über vier Jahrzehnte hinweg im Fachbereich Biowissenschaften des Hunter College. 1978 nahm sie eine Position als Archivarin und Bibliothekarin am International Center of Photography (ICP) an. Lee Sievans fotografisches Werk zeichnet sich durch die einfühlsame Darstellung des städtischen Lebens und der Menschen in New York City aus. Ihre Fotografien wurden in namhaften Museen ausgestellt und sind Teil bedeutender Sammlungen, darunter das Smithsonian American Art Museum, das Metropolitan Museum of Art und das International Center of Photography.